# Le Futur aux trousses
Pour plus de détails, voir Fiche technique et Distribution.
Le Futur aux trousses (titre alternatif : 1=2) est un film français de fiction politique, réalisé par la cinéaste Dolorès Grassian, dont c'est le premier long métrage, et sorti en 1975.
Il est également le film le plus (re)diffusé à l'antenne de la chaîne du Groupe AB Ciné FX, qui l'a diffusé au moins 600 fois depuis la création de la chaîne en 2002.

## Synopsis
Sur les conseils d'un statisticien, le PDG d'une grande société développe et met sur le marché un concept commercial inédit : pour un montant dérisoire, n'importe qui pourra s'acheter une « seconde identité » conforme à ses attentes les plus secrètes. Le procédé fait fureur, mais son essor incontrôlé provoque rapidement anarchie et chaos. L'État aura, comme il se doit, le dernier mot : désormais, l'accès à la nouvelle identité sera réglementé de manière autoritaire et draconienne.

## Fiche technique
- Titre alternatif : 1=2
- Scénario et dialogues : Dolorès Grassian
- Photographie : Alain Derobe et André Dubreuil
- Son : Christian Bourqui
- Musique : Jean-Claude Vannier
- Montage : Françoise Bonnot
- Sociétés de co-production :  Patricia Films, Société Générale de Production (SGP), Office de Radiodiffusion-Télévision Française (ORTF)
- Société de distribution : Luso Films
- Pays :  France
- Genre : comédie
- Durée : 110 minutes
- Date de sortie : 
  - France - 6 août 1975

## Distribution
- Bernard Fresson : Sermeuze, le P-DG
- Andréa Ferréol : Odette, sa femme
- Claude Rich : Borel, le statisticien
- Michel Aumont : Ernest, le vigile
- Guy Tréjan : le ministre de l'intérieur
- Rita Renoir : la secrétaire
- Maureen Kerwin
- Gérard Lartigau
- Charles Millot
- Jacqueline Staup
- Francis Lax
- Jean Bolo
- Jean-Pierre Lituac
- Georges Riquier
- Daniel Colas
- Bouboule
- Patrice Melennec
- Claude Debord
- Nicole Desailly
- Jean-Pierre Elga
- Pierre Frag
- Jean-Louis Gay
- Jacques Guillier
- Gérard Guy
- Stéphanie Loïk
- Lucien Lorenz
- Louis Lyonnet
- Rita Maiden
- Denise Péron
- Guy Piérauld
- Pierre Real Richez
- Maud Rayer
- Joëlle Robin
- André Rouyer
- Anne Saint Maure
- Roger Trapp
- Fred Ulysse
- Georges Vasseur
- Jean-Pierre Dubois : les mains au clavier, générique

## Autour du film
Une partie du film a été tournée au centre informatique du Crédit Lyonnais de Limeil-Brévannes (94). En effet, de nombreuses scènes représentent du matériel informatique, dont des ordinateurs, des bandes magnétiques de stockage, des cartes perforées et des pupitres de contrôle.
Le générique de fin remercie le Crédit Lyonnais et précise que sans sa participation, le film n'aurait pas pu être réalisé. Il faut savoir qu'au milieu des années 1970, il était difficile de trouver des salles informatiques aussi performantes et en libre accès.